# MP35
Die Bergmann MP 35 (auch als Bergmann MP 34, MP 34/1 und MP 35/1 bekannt) war eine deutsche Maschinenpistole, die während des Zweiten Weltkriegs vor allem von deutschen Polizeiformationen und der Waffen-SS verwendet wurden. Die Maschinenpistole wurde in verschiedenen Ausführungen von 1932 bis 1945 hergestellt.

## Entwicklung und Verwendung
Emil Bergmann (Sohn von Theodor Bergmann) entwickelte die Maschinenpistole in den frühen 1930er Jahren. In der Entwicklungszeit gab es zwei unterschiedliche Modelle, die Bergmann-Maschinenpistole 32 (BMP-32)  und den Bergmann-Maschinenkarabiner 32 (BMK-32). Die BMP-32 ist im Wesentlichen mit dem Modell MP 34 (nicht zu verwechseln mit der Steyr MP 34) identisch. Der BMK-32 war eine Version mit längerem Lauf. Bis Mitte der 1930er Jahre wurde die Maschinenpistole geringfügig zu den Modellen MP 34/1, MP 35 (nicht zu verwechseln mit der Erma EMP 35) und MP 35/1 modifiziert. Die Varianten unterscheiden sich nur durch kleinere Unterschiede. So gab es immer Modelle mit unterschiedlichen Lauflängen und Kalibern und bei den später hergestellten Waffen kleine konstruktive Veränderungen, um die Produktionskosten zu verringern.
Durch den Versailler Vertrag war es deutschen Unternehmen verboten, Maschinenpistolen zu entwickeln und zu produzieren. Um dieses Verbot zu umgehen, wurde die Produktion, wie zum Beispiel auch bei der Steyr MP 34, aus Deutschland ausgelagert. Außerdem fehlte es dem Betrieb an Produktionskapazitäten, um die Waffen in Serienproduktion herzustellen. Ab 1932 wurde die Waffe unter Lizenz vom dänischen Unternehmen Schultz & Larsen im Auftrag von Bergmann hergestellt. Die Bergmann-Maschinenpistole wurde von den dänischen Streitkräften im Kaliber 9 mm Bergmann-Bayard offiziell eingeführt. Auch das schwedische Militär kaufte einige Exemplare im Kaliber 9 mm Parabellum, vermutlich für Versuchszwecke. Es wurden auch Waffen für die Kaliber 7,63 mm Mauser, 7,65 mm Parabellum, 9 mm Mauser Export und .45 ACP gefertigt. Die Waffenfabrik Walther erhielt Ende 1934 einen Auftrag zur Herstellung der Bergmann-Maschinenpistolen und begann mit der Serienproduktion. Ab 1935 wurden die Maschinenpistolen auch in Karlsruhe von der Junker und Ruh AG hergestellt. Außerhalb von Deutschland und Dänemark wurde die Bergmann-MPi vor allem in Südamerika, China, Äthiopien und während des spanischen Bürgerkrieges verwendet. Der Großteil der Waffen fand bei der Waffen-SS Verwendung. Bis 1945 sollen insgesamt ungefähr 40 000 Stück hergestellt worden sein.

## Konstruktion
Die Bergmann-Maschinenpistole ist ein zuschießender Rückstoßlader mit unverriegeltem Masseverschluss. Zum Spannen des Verschlusses verfügt die Waffe über einen auffälligen Kammerstängel. Vor dem ersten Schuss muss dieser wie bei einem Repetiergewehr nach oben zurückgezogen und danach wieder geschlossen werden. Während des Schießens verbleibt der Kammerstängel in geschlossener Position. Diese Konstruktionsweise bringt einige Vor- und Nachteile mit sich: Der große Vorteil ist, dass die Waffe, außer dem Auswurffenster, keine Öffnungen aufweist und somit zuverlässig gegen Schmutz von außen geschützt ist. Die Nachteile sind die unkonventionelle und vergleichsweise umständliche Bedienung der Waffe und die hohen Kosten, die durch die zeitaufwändige Herstellung entstanden. Die Maschinenpistolen verfügen über einen manuellen Sicherungshebel an der linken Seite des Gehäuses, der den Abzug und Verschluss blockieren kann. Außerdem gibt es eine fest eingebaute Schlagbolzensicherung. Der Schlagbolzen ist nicht fest am Verschlusskopf fixiert, sondern wird erst, wenn der Verschluss vollständig geschlossen ist, durch einen Hebel am Verschluss nach vorne bewegt, um die Patrone im Patronenlager zu zünden. Die Munitionszufuhr erfolgt durch gerade Stangenmagazine mit 20, 24 oder 32 Patronen. Der Magazinschacht ist an der rechten Seite der Waffe angebracht, was unüblich ist und die Waffe leicht von ähnlichen Maschinenpistolen unterscheiden lässt. Beim Schießen kann durch eine bestimmte Konstruktion des Abzuges zwischen Einzelfeuer und Dauerfeuer gewählt werden. Betätigt man nur den oberen Teil des Abzuges schießt man in Einzelfeuer. Wenn man den unteren Teil des Abzuges drückt, wird ein zusätzlicher Hebel hinter dem Abzug betätigt und die Waffe schießt in Dauerfeuer. Als Zielvorrichtung dient ein Kurvenvisier, das für eine Distanz von 50 bis 1000 Meter eingestellt werden kann. Die Mündungsgeschwindigkeit beträgt 360 m/s bei dem Modell MP 34/1 und 350 m/s bei der MP 35. Die maximale Einsatzschussweite beträgt 200 Meter.

Die Zusammensetzung der Waffe besteht im Wesentlichen aus dem Folgenden:
- Lauf
- Verschlussgehäuse mit Kühlmantel für den Lauf
- Schloss mit Abzugsvorrichtung und Sicherung
- Verschluss
- Kolben bzw. Schaft aus Holz